# Oebschelwitz
Oebschelwitz, auch Obschelwitz, Öbschelwitz o. ä., ist der Name eines osterländischen Adelsgeschlechts, das im Königreich Polen in den Freiherrenstand erhoben worden ist.

## Geschichte
In den wettinischen Besitzungen kamen die von Oebschelwitz bereits zu Beginn des 16. Jahrhunderts im Raum Leipzig als Besitzer mehrerer Rittergüter vor. In der zweiten Hälfte des 18. Jahrhunderts ließ sich ein Zweig der Familie in Polen nieder, der 1829 in den dortigen Freiherrenstand erhoben wurde.

## Besitzungen (Auswahl)
- Eichow (ab 1756), Elstertrebnitz, Glesien (1611), Kölsa (1607), Klein-Dölzig (1552), Perscheln, Witzschersdorf (1530)

## Wappen
Das Wappen zeigt in Silber einen schwarzen Hahn mit rotem Kamm. Auf dem Helm mit schwarz-silbernen Helmdecken drei grüne Blätter nebeneinander. (Der Helmschmuck hat früher stark variiert)

## Persönlichkeiten
- Ludwig Wilhelm Friedrich von Oebschelwitz († 1766), Adjutant unter dem Leibregiment des Prinzen von Oranien und Sachbuchautor
- Johann Adolph von Oebschelwitz (* 3. Dezember 1745 in Moderwitz bei Neustadt an der Orla; † 24. Mai 1825 in Dresden), Generaladjutant der sächsischen Armee.